# Quirós
Quirós es un concejo del Principado de Asturias.
Limita al norte con los concejos de Santo Adriano y Morcín; al sur con el concejo de Lena y con la provincia de León; al este con los concejos de Riosa, Morcín y Lena y al oeste con los concejos de Proaza y Teverga.

## Geografía
Geográficamente lo conforman dos valles: el del río Ricabo, que nace a la sombra de la Peña Cigal y se fortalece con las aguas que manan de la fuente Los Garrafes, y el del Lindes, originado en la fuente de El Nacimiento, en el corazón del Puerto Agüeria, muy cerca del anterior y del límite con la provincia leonesa.
Ambos cursos fluviales se unen en el lugar de Santa Marina (antiguamente Ambas Mestas), formando entonces un único valle, más ancho y que se llama ya de Quirós, el cual tiene a ambos lados numerosas vaguadas por las que discurren los arroyos que alimentan el caudal principal. Esos pequeños valles abundan en bosques, prados, tierras de cultivo (muchas menos que antaño) y allí encontramos las principales huellas del asentamiento humano, bien en las aldeas o en caseríos dispersos por el quebrado terreno.

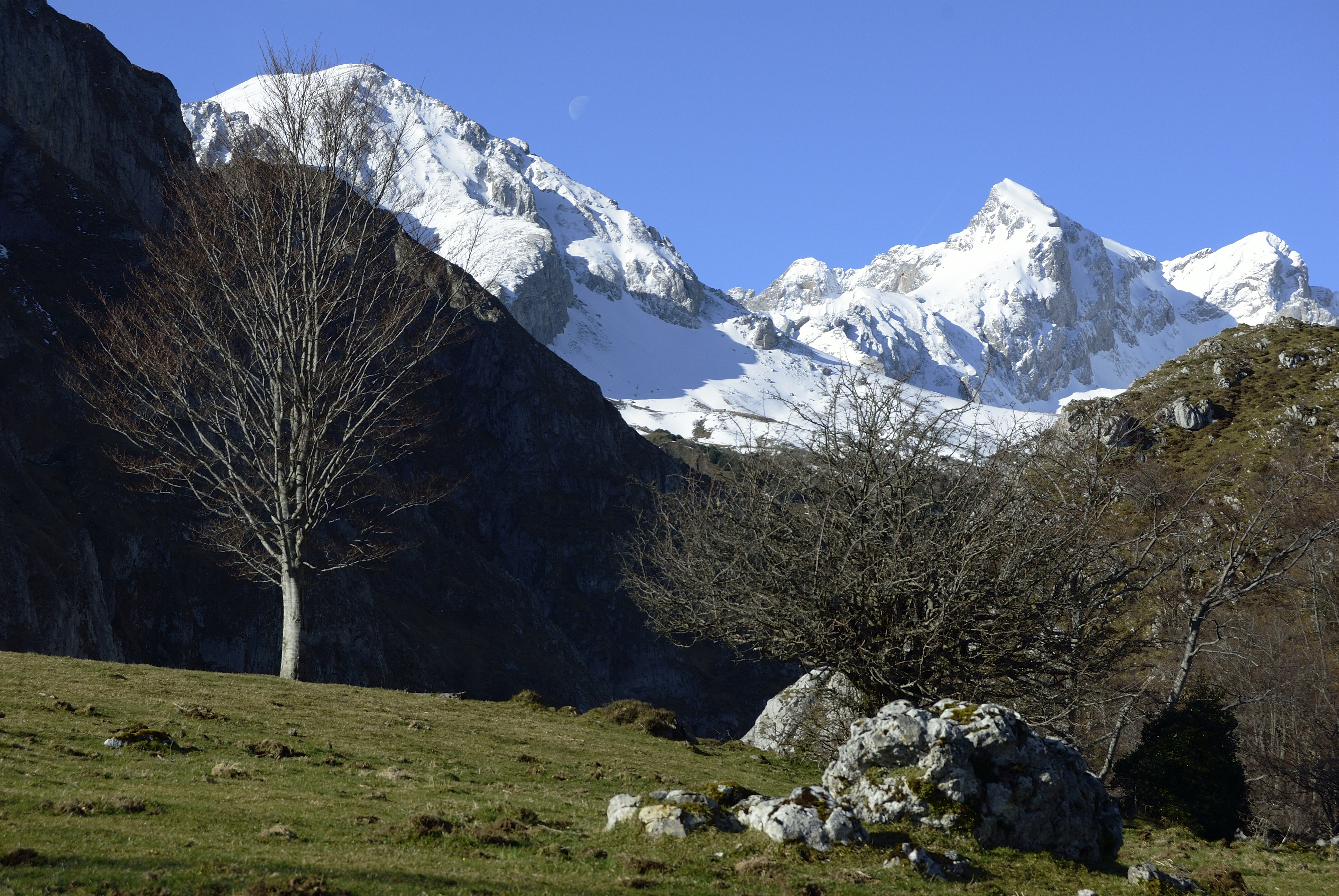
Paisaje de la zona

Este es muy montañoso (de los 208,80 km² de superficie, el 40 % tiene más de 1200 metros de altura y solo el 3 % tiene una pendiente inferior al 20 %) aunque las angosturas se suavizan en cierta medida en las vegas de los ríos, destacando la del Noceo y Pontonga en Santa Marina, la de Arrojo y la de Las Agüeras. Los pueblos (lugares, caserías) se asientan en la orilla del río o a media ladera de los valles. La capital, la villa de Bárzana, Pola de Bárzana en tiempos lejanos, está en el centro del concejo, al pie del antiguo Camino Real y de la carretera que hoy utilizamos.
A efectos legales y geográficos el valle de Quirós acaba en el Entrepenas o Foces de Valdemurio, un angosto desfiladero entre enormes paredes calizas que es la puerta y la separación del vecino concejo de Proaza. Precisamente por esa garganta se trazó la carretera en la década de 1860, gracias a los desvelos del ingeniero belga Gabriel Heim.
Importantes cordales separan el municipio de sus vecinos, por lo que podemos decir que tiene unos límites bien marcados. Destacan al norte la sierra de Tene, paso del viejo Camino Real de la Col.lá Aciera; al este el Aramo, linde con Riosa, Morcín y Lena; al sur el macizo de Ubiña, frontero con Lena y la provincia de León, y al oeste el macizo de Sobia y la sierra del Gorrión, barreras naturales con Teverga. Por el interior destaca el gran monte Roneiru que separa las parroquias de Cienfuegos y Nimbra.
En cuanto a sus caracteres geológicos, abunda la caliza que vemos asomar aquí y allá en prados y camperas, y en montañas como peña Rueda (uno de los picos más hermosos del Principado, majestuosa pirámide natural de 2155 metros de altura), la Cigal.la (2071 metros, con el famoso Güertu'l Diablo, refugio de rebecos y corzos), el Fontán (2417 metros), la peña de Alba (sede del conocido Santuario Mariano, con concurrida romería el día 15 de agosto).

## Historia

### Prehistoria y Edad Antigua
Existen testimonios muy antiguos del poblamiento en la zona (túmulos y dólmenes del Neolítico en La Cobertoria, minas de cobre en el Aramo), así como de la época romana y altomedieval (con numerosos castros diseminados por el territorio, la mayoría sin estudiar aún).
No tenemos noticias de cuevas con pinturas rupestres u otros vestigios humanos, aunque es posible que existan yacimientos similares a los de Teverga (abrigos de Fresnedo) y Santo Adriano (cueva del Conde). 
Sí conocemos topónimos relacionados con pueblos prerromanos, como Aramo (nombre de divinidad gala) o el propio nombre Quirós, referido a la roca o suelo pedregoso, o a un antropónimo. En tierras limítrofes aparecen también restos de cultos gentiles (Bendueños, en Lena, referido al dios celta Vindonius). La toponimia menor presenta también palabras arcaicas:
- Alba: Alp- (lugar blanco y alto)
- Candanosa: Kant-, Kand- (roca de color blanco)
- Cigal.la: Sek- (agua, río que fluye del monte)
- Navariegas: Nāwā- (hondonada, llanura entre montes)
- Salencia: Sal (corriente de agua)
- Nombres de lugares o fincas cercanos a Villar de Cienfuegos.

El rastro de los romanos aparece en nombres de lugar (Cuañana, nombre relacionado con otros como Jomezana, Laviana, Mamorana, Parana, etc.; Nimbra o nemus-oris, «bosque sagrado») y en el Camín Real de la Mesa, otrora vía romana al Puerto Ventana, aunque no consta la existencia de asentamientos destacables, a pesar de la relativa cercanía a villas documentadas como la de Mamorana en el concejo de Lena.

### Edad Media
No tenemos noticias de la época visigoda y la invasión musulmana, excepto el hallazgo de restos en la aldea de Lindes, que se mencionan más adelante, y el paso de una expedición mora de castigo por el Puerto Ventana y el valle de Ricabo, según afirma Sánchez Albornoz.
Desde la época de la Monarquía Asturiana hasta el siglo XVI el Concejo pertenece al Obispado de Oviedo, en virtud de las donaciones regias (Ordoño I en 858, Alfonso III en 875). Representaba el poder episcopal en la zona la familia Bernaldo de Quirós, cuyo solar era el castillo de Alba. Su palacio principal era el Pedrero, en Las Agüeras, muy cerca de la desaparecida torre de Valdemurio.

### Edad Moderna
En el siglo XVI el concejo pasa de ser Obispalía (es decir, propiedad de la Iglesia) a ser de Realengo, ya que Felipe II lo compra al Papa Gregorio XIII. Pocos años después, como recuerda Canella, los vecinos acuerdan comprar su libertad pagando a la Hacienda regia la no despreciable suma de 12 000 maravedíes por cada uno de los 394 y ½ (sic) vecinos que tenía Quirós. El pago se efectuó entre los años 1581-1587 y el 6 de noviembre de 1587 el monarca otorga la Cédula de Libertad al municipio, que constituye sus propios órganos de gestión, en los que seguirá influyendo decisivamente la nobleza local.
En esa fecha la sede del Ayuntamiento era un castillo o torre, de la que no deben quedar restos materiales, aunque quizás entre los vecinos perviva algún recuerdo o tradición oral acerca del mismo. Sí tenemos referencias de dos autores del siglo XIX: En el Diccionario Geográfico-Histórico de Martínez Marina, obra inconclusa, se dice (año 1800 aproximadamente): 
El lugar de Bárzana, llamado antiguamente Pola de Bárzana, se halla a la orilla y lado oriental del Río, y es la Capital del Concejo, que tiene en él una torre alta a manera de Castillo que sirve de Cárcel, y pegando a él una decente sala donde se hacen las elecciones de Oficios de Justicia y celebra sus Juntas el Ayuntamiento (...)
Por otro lado en el Diccionario de Pascual Madoz, en torno a 1850, se dice que el Ayuntamiento se reúne en un "antiguo y bien conservado castillo". 
Esta obra desapareció al hacer la caja de la carretera a mediados del siglo XIX (poco tiempo después, por tanto, de lo que escribe Madoz) y probablemente estaba en el centro de la villa, más o menos a la altura de la pequeña plaza donde está la fuente pública. Fue sustituida por la actual Casa Consistorial, que no conserva recuerdo alguno de su antecesora ni elementos arquitectónicos de interés.
El concejo tenía representación propia en la Junta General del Principado de Asturias, organismo regidor de esta región hasta principios del siglo XIX, integrada por procuradores de los diferentes concejos agrupados en partidos, uno de los cuales se denominaba "de la Obispalía", al estar formado por los territorios redimidos del dominio episcopal (Proaza, Teverga, Quirós, Santo Adriano, entre otros).
No hay mayores acontecimientos en la zona, al margen de los propios del ritmo de las estaciones y los trabajos del campo, y la visita de algún personaje como Jovellanos en 1792 camino de Castilla, hasta la Guerra de la Independencia, cuando los invasores franceses pasan por Llanuces causando grandes estropicios e incendiando la vieja casa solar de los Miranda, en la parte alta de la aldea (los restos aún se ven hoy día).

### Edad Contemporánea
En 1821 nace en la aldea de Cortes Melchor García Sampedro, misionero dominico martirizado en el Tonkín, provincia de Indochina (hoy Vietnam), que será beatificado (1958) y posteriormente canonizado (1988).
Las Guerras Carlistas también dejaron huella en el concejo, aunque hoy ya no se recuerda. En la primera (1833-1839) las tropas de Sanz, Gómez y Flórez atravesaron el concejo, y en la tercera (1872-1876) muchos mozos quirosanos se unieron a los carlistas.
Durante el siglo XIX y parte del XX se produce una tímida industrialización, con explotaciones de hierro y carbón, que fenece en la década de 1960, época a partir de la que se produce el masivo despoblamiento del Municipio.
El 20 de julio de 1870 se inauguró el primer alto horno del municipio con una producción inicial de 10 toneladas diarias. La industria siderúrgica en aquellos años necesitaba situarse cerca de los yacimientos de materias primas (hierro, carbón, caliza) en los que el municipio era rico. Este primer alto horno fue un proyecto impulsado por los ingenieros franceses Gabriel Heim y Remigio Thiebaut. El segundo alto horno se inauguró el 7 de agosto de 1875. En 1877 se cerraron ambas instalaciones debido a la caída de la demanda. En 1883 se reconstruyó otra vez el segundo horno alto, posteriormente se construyó un tercer horno alto que sustituía al segundo. Los altos hornos se mantuvieron en funcionamiento de forma intermitente hasta el año 1908 cuando se cerraron definitivamente.
Al hilo de este desarrollo industrial se proyectó un ferrocarril para unir León y Asturias por el Puerto Ventana y Quirós, llegando hasta San Esteban de Pravia, pero la idea fracasó en beneficio del trazado por Pajares.
La Guerra Civil no trajo decisivas batallas a estos valles, pero sí calamidades varias en forma de muertes en los frentes y la retaguardia, persecuciones por motivos políticos, hambre, miedo y miseria. Existió una línea de fortificaciones de los milicianos en el Puerto Ventana y Agüeria, cuyas trincheras y obras defensivas son visibles aún.
En 1958 Vicente José González García señalaba las siguientes empresas activas en Quirós:
- FÁBRICA MIERES: Cienfuegos, Nimbra, La Fábrica (Carbón, hierro)
- FUENTES Y COMPAÑÍA: Nimbra (Carbón)
- MINAS DE XAGARÍN: San Salvador, Salcedo (Carbón)
- SOCIEDAD HULLERA ESPAÑOLA: Llanuces (Carbón)
- MINAS DE CORTES: Cortes (Carbón)

Todas ellas desaparecieron en menos de treinta años, aunque alguna mina sobrevivió hasta los años ochenta integrada en la compañía estatal HUNOSA. Como ya se mencionó, la actividad pujante es la ganadera, el turismo y otras actividades de servicios.

## Demografía
Quirós cuenta con una población de 1160 habitantes (INE 2024).
| Gráfica de evolución demográfica de Quirós entre 1842 y 2021                                                        |
| |
| Población de derecho según los censos de población del INE Población de hecho según los censos de población del INE |

En 1996 el Concejo tenía 1541 habitantes (908 hombres y 830 mujeres) para una superficie de 208,79 km² y 63 núcleos de población (incluyendo la Capital, Bárzana) entre lugares y caserías.
El número real de vecinos es menor que el del Padrón ya que mucha gente inscrita en este no vive de hecho en el concejo. La media de edad es alta y la mayor parte de la juventud emigró a la ciudad por causa de estudios o trabajo. Por el contrario, algunos jubilados retornan a sus pueblos de nacimiento para vivir permanentemente en ellos. 
Gracias al impulso logrado por la industria minera a finales del siglo XIX Quirós empieza el siglo XX con una nada despreciable cantidad de 6387 habitantes, logrando en la década de los 20 su cota más alta con 6594 habitantes y una densidad de población cercana a 32 hab/km². Es en la década de los sesenta cuando empieza el periodo involutivo de la población, y que llega hasta nuestros días, siendo la década de los 80 donde más se ha intensificado dicha reducción, llegando a tener en estos momentos una densidad de 8 hab/km². Todo esto nos presenta unas estructuras totalmente desequilibradas, mostrándose una pirámide de población donde se puede observar que la mayoría la población supera los 40 años.
Respecto a su actividad económica hay que decir que en el concejo de Quirós el sector primario y más en concreto la ganadería ejerce un dominio abrumador en el terreno económico, empleando a un 70,96 % de los activos. La cabaña vacuna orientada a la producción cárnica es la más representada en Quirós, quedando casi en abandono su producción láctea.
En cuanto al sector secundario destacamos la poca o nula aportación que ofrece a la zona, ocupando actualmente a un 3,51 % de los empleos locales. Hay que señalar aquí los intentos realizados para abrir de nuevo algunas explotaciones mineras para su explotación como las de Santa Marina.
El sector terciario de los servicios ocupa un total del 25,53 % de la población activa, estando dotado el concejo de servicios básicos como escuelas, consultorios médicos, bancos, etc. Últimamente se quiere potenciar el turismo rural, destacando las obras efectuadas en Llanuces destinadas para tal fin, en las que se reconstruyeron diversas casas.

## Economía
Las actividades económicas, desaparecida prácticamente la minería de carbón (hace pocos años se clausuraron las minas a cielo abierto) se limitan a la ganadería: vacas roxas, algo de ovino, caprino, caballar y aves de corral para consumo propio. La agricultura está representada en los pequeños huertos para el servicio de las familias. Últimamente se aprovecha la madera (castaño y roble) muy abundante en la zona.
Hay abundancia de carbón, aunque hoy ya no se explota, y mineral de hierro que se fundía en La Fábrica, en unos altos hornos instalados en la década de 1870 y que sucumbieron por la gran competencia de la naciente siderurgia vasca. El espato flúor, de gran pureza, está presente también en el concejo, pero nunca se explotó industrialmente.
Los antiguos habitantes de la zona fueron conscientes de la riqueza mineral del subsuelo, como lo atestiguan las minas prehistóricas de cobre del Aramo, en las que se halló en 1888 herramientas y cráneos humanos conservados hoy en el Museo Arqueológico de Oviedo.
Como en el resto de la región, el agua es un elemento abundante en los arroyos que descienden rápidamente de las montañas para nutrir al río. Se aprovecha industrialmente en el embalse de Valdemurio y en las minicentrales de Santa Marina y Las Agüeras.

### Turismo
Hace tres lustros que se inició en la zona el turismo rural, con varios establecimientos hoteleros. El primero fue el núcleo de Llanuces, en el palacio Miranda, inspirado en el conocido Hotel La Rectoral de Taramundi. Últimamente se abrieron casas de turismo rural en Cortes, Ricabo, San Salvador, Bermiego... También hay un albergue en las antiguas escuelas de Arrojo para quien busque un alojamiento relativamente económico.
Mucha gente acude al concejo para conocer los hermosos paisajes, la arquitectura y gastronomía tradicional, pero el turismo no es bastante para sostener la débil economía local. Desaparecido el monocultivo minero, es necesario buscar el modo de que la gente no tenga que abandonar su municipio natal, como hasta ahora.
Una infraestructura muy esperada es el acondicionamiento total de la Senda del Oso (sobre las vías del viejo ferrocarril minero) hasta Santa Marina, para que los ciclistas y senderistas alcancen el mismo corazón del concejo, atravesando lugares emblemáticos como Las Agüeras, Arrojo, La Fábrica (frente al legendario castillo de Alba), Bárzana, pudiendo seguir viaje por el Alto de La Cobertoria, el valle de Lindes o el de Nimbra.
Bermiego es una de las localidades más turísticas, teniendo una gran concentración de hórreos y un árbol milenario, el famoso tejo, teixu o tenxo.

### Ganadería
En las alturas existen los pastos comunales para el ganado (Puerto Agüeria, el Aramo, Puerto de Villamarcel, etc.) aprovechados por los vaqueros del concejo, representados en la Junta Ganadera, aunque las frecuentes incursiones de ganaderos foráneos (sobre todo de Lena y Riosa) suelen ocasionar frecuentes conflictos. Por los altos vemos hayas y algún tejo; a media ladera del valle, los prados y bosques caducifolios (castaños, robles, abedules) –con algunas lamentables "importaciones" de pinos foráneos– y en la zona baja alternan los cultivos –en las vegas de los ríos y tierras próximas a los pueblos– y las praderas, con avellanos y fresnos en los linderos. Las antiguas cortinas para el cultivo de maíz y patatas son solo un recuerdo en la mente de los abuelos.

## Comunicaciones
A Quirós se llega por las carreteras comarcales AS-229 (desde Trubia, por Santo Adriano y Proaza) y AS-230 (Pola de Lena - Bárzana de Quirós, por el puerto de la Cobertoria). La vieja aspiración de tener acceso directo a la Meseta se ha materializado en la pista de Trobaniello, poco recomendable en días de lluvia, nieve o niebla. Esta pista en principio iba a ser una carretera estatal cuya inmediata conclusión ya demandaba Canella en 1902.

## Administración y política

### Gobierno municipal
En el concejo de Quirós, desde 1979, los únicos partidos que han conseguido la alcaldía han sido el PCE, que lo hizo en las legislaturas 1.ª y 2.ª; y el PSOE, que lo ha conseguido en todas las demás, con mayoría absoluta, hasta 2019. En este año, IU gana las elecciones. El actual alcalde es Rodrigo Suárez que gobierna desde 2019.
| Periodo   | Nombre                       | Partido | Partido                                    |
| --------- | ---------------------------- | ------- | ------------------------------------------ |
| 1979-1987 | Juan Antonio Mallada Álvarez |         | Partido Comunista de España (PCE)          |
| 1987-2011 | Agustín Farpón Alonso        |         | Federación Socialista Asturiana (FSA-PSOE) |
| 2011-2015 | Ovidio García García         |         | Federación Socialista Asturiana (FSA-PSOE) |
| 2015-act. | Rodrigo Suárez García        |         | Izquierda Unida (IU)                       |

| Partido político    | Partido político                                                                | 1979   | 1983   | 1987   | 1991   | 1995   | 1999   | 2003   | 2007   | 2011   | 2015   | 2019   | 2023   |
| Partido político    | Partido político                                                                | Ediles | Ediles | Ediles | Ediles | Ediles | Ediles | Ediles | Ediles | Ediles | Ediles | Ediles | Ediles |
|                     | Federación Socialista Asturiana (FSA-PSOE)                                      | 3      | 3      | 6      | 6      | 6      | 6      | 5      | 5      | 5      | 7      | 4      | 2      |
|                     | Independientes de Asturias (IDEAS)                                              | —      | —      | —      | —      | —      | —      | —      | —      | 2      | —      | —      | —      |
|                     | Partido Comunista de España (PCE)-Izquierda Unida (IU)-Bloque por Asturies (BA) | 4      | 6      | 3      | 2      | 2      | 1      | 3      | 2      | 2      | 2      | 4      | 6      |
|                     | Alianza Popular (AP)-Partido Popular (PP)                                       | —      | 2      | 0      | 1      | 1      | 2      | 1      | 2      | 0      | 0      | 1      | 1      |
|                     | Unión de Centro Democrático (UCD)-Centro Democrático y Social (CDS)             | 4      | —      | —      | —      | —      | —      | —      | —      | —      | —      | —      | —      |
| Total de concejales | Total de concejales                                                             | 11     | 11     | 9      | 9      | 9      | 9      | 9      | 9      | 9      | 9      | 9      | 9      |

### Organización territorial
El concejo está dividido en 13 parroquias que se detallan a continuación.
- Arrojo
- Bárzana
- Bermiego
- Casares
- Cienfuegos
- Las Agüeras
- Lindes
- Llanuces
- Muriellos
- Nimbra
- Pedroveya
- Ricabo
- Salcedo

## Cultura

### Arte

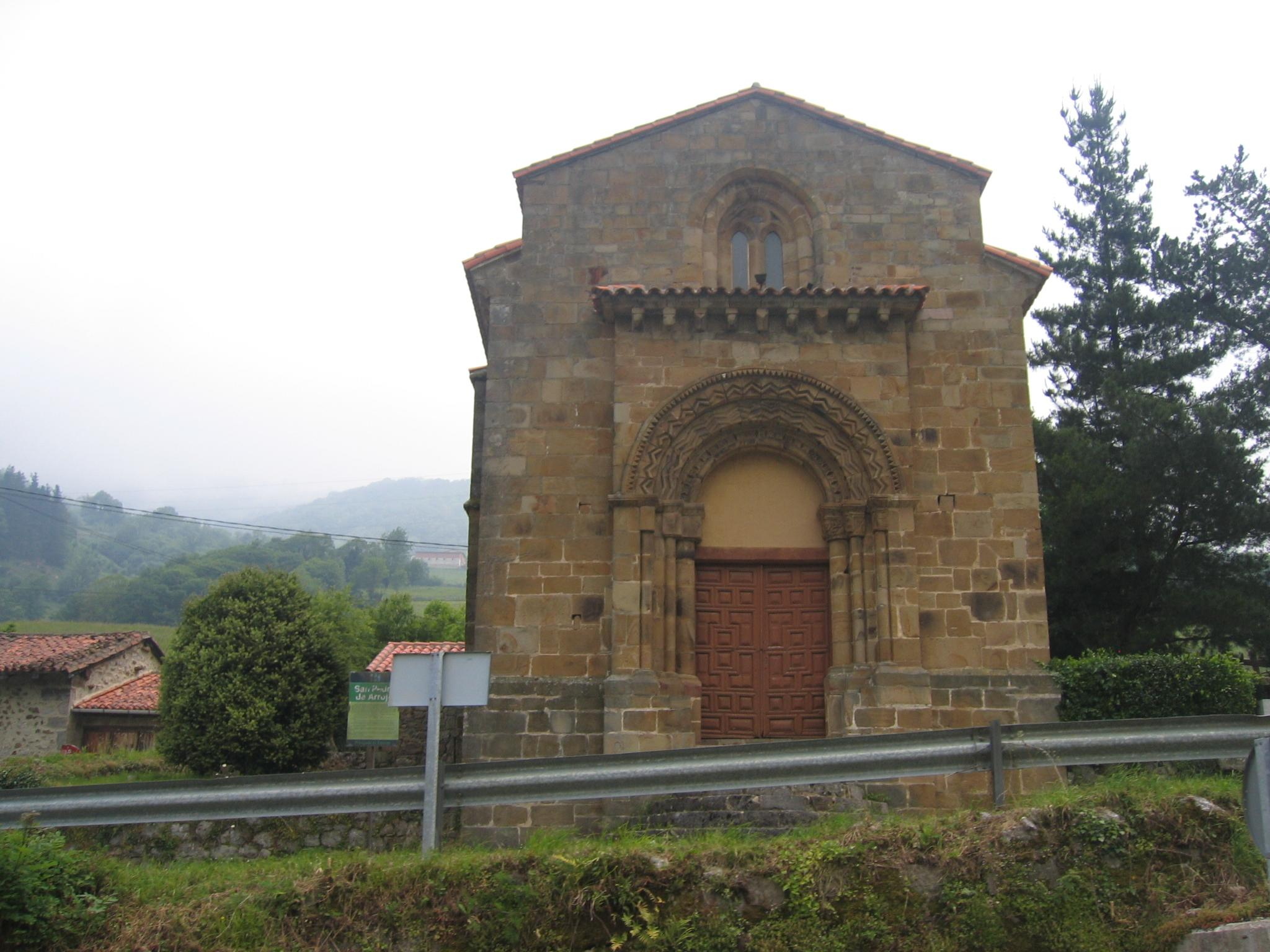
Iglesia de San Pedro de Arrojo

El concejo de Quirós ha sido testigo de ocupaciones milenarias como lo demuestran los hallazgos encontrados en el alto de la Cobertoria donde se localiza una necrópolis megalítica. Cerca de allí, concretamente en el Prau Llagüezu fue descubierto un túmulo de piedra con su tumba funeraria en el centro. Otros vestigios históricos de la misma naturaleza fueron hallados en La Mata del Casare (o Mata'l Casare) y en Los Fitos.
Dentro de la arquitectura religiosa tenemos la iglesia de San Pedro de Arrojo de estilo románico con añadidos góticos y pinturas murales del siglo XVI. El templo consta de una nave única y ábside circular cuyo aparejo de sillares bien escuadrado es poco común dentro del estilo románico asturiano. Las pinturas interiores murales representan a Adán y Eva desnudos delante del árbol del bien y del mal.
Destacamos así mismo la iglesia parroquial de Llanuces, edificio de una sola nave con cubierta a dos aguas y presbítero cuadrado con cubierta de bóveda de cañón. Su elemento más significativo es el retablo de la capilla de la familia Miranda Quirós con una escultura de Cristo de gran calidad.
Otras iglesias destacadas son la iglesia Parroquial de San Esteban de Cienfuegos, de mayor envergadura, posee una sola nave, con bóveda de cañón para la nave y el presbiterio y tiene una capilla añadida cubierta por bóveda de arista. En su interior destaca un retablo del siglo XVIII organizado en tres hornacinas y ático.
En Bermiego encontramos la iglesia de Santa María, que data de finales del siglo XV. Presenta una nave única con cubierta de madera. En las Agüeras hay que nombrar la Capilla de San Antonio del siglo XVI y en Tene su iglesia parroquial, de muy buena conservación conservando la tribuna y la escalera de acceso a ella. En su interior se nos presenta un retablo mayor de estilo barroco del siglo XVIII.

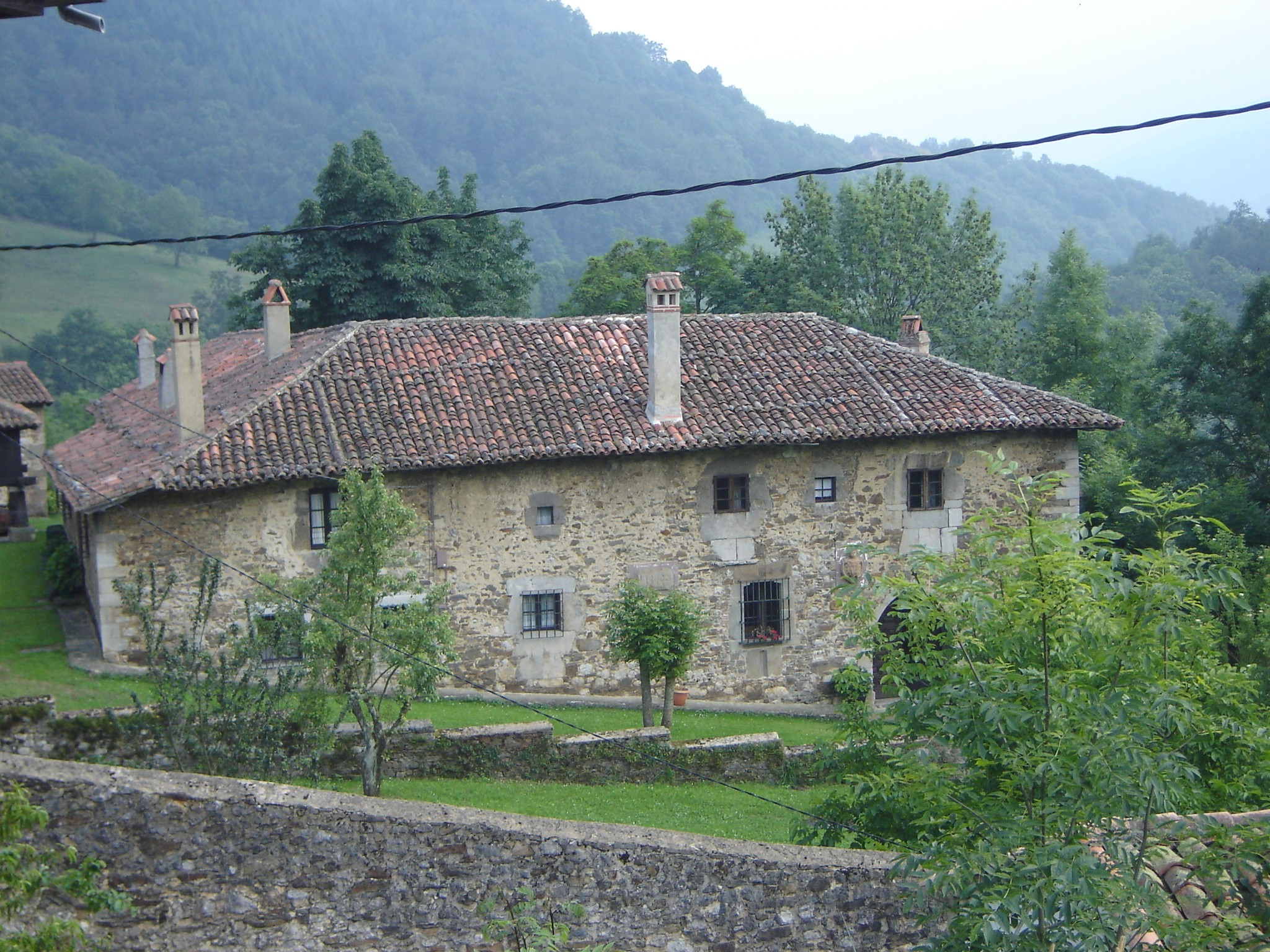
Palacio Miranda-Quirós en Llanuces

De su arquitectura civil hablamos del Palacio de Miranda Quirós en Llanuces, de planta rectangular y que data del siglo XVI y posteriormente ha sido reformado. Tiene dos pisos adaptados al desnivel del terreno y disposición irregular de los vanos. La puerta presenta un amplio dovelaje que adopta forma de arco apuntado.
En Agüera nos encontramos con el palacio de Quirós con torre inicial del siglo XIV y posteriores añadidos que modifican su aspecto dotando la edificación de un aspecto muy interesante. Otro palacio de la familia Quirós lo encontramos en Arrojo cerca de su iglesia y en cuya fachada se encuentra un escudo con la leyenda que reza «DESPUÉS DE DIOS, LA CASA DE QUIRÓS». Edificaciones como el Castillo de Alba y la torre medieval de Las Agüeras hoy han desaparecido completamente o su estado ruinoso hace difícil su visión. Por último hay que mencionar la casa en Cortés del único Santo asturiano, San Melchor de Quirós.